# Indische Cricket-Nationalmannschaft in den West Indies in der Saison 1988/89
Die Tour der indischen Cricket-Nationalmannschaft auf die West Indies in der Saison 1988/89 fand vom 7. März bis zum 3. Mai 1989 statt. Die internationale Cricket-Tour war Bestandteil der Internationalen Cricket-Saison 1988/89 und umfasste vier Tests und fünf ODIs. Die West Indies gewannen die Test-Serie 3–0 und die ODI-Serie 5–0.

## Vorgeschichte
Die West Indies spielten zuvor ein Drei-Nationen-Turnier in Australien, Indien eine Tour gegen Neuseeland.
Das letzte Aufeinandertreffen der beiden Mannschaften bei einer Tour fand in der Saison 1987/88 in Indien statt.

## Stadien
Die folgenden Stadien wurden für die Tour als Austragungsort vorgesehen.
| Stadt         | Land                | Stadion                   | Kapazität | Spiele               |
| ------------- | ------------------- | ------------------------- | --------- | -------------------- |
| Bridgetown    | Barbados            | Kensington Oval           | 11.000    | 2. Test; 1. ODI      |
| Georgetown    | Guyana              | Bourda Cricket Ground     | 25.000    | 1. Test; 5. ODI      |
| Kingston      | Jamaika             | Sabina Park               | 20.000    | 4. Test              |
| Port of Spain | Trinidad und Tobago | Queen’s Park Oval         | 25.000    | 3. Test; 2. & 3. ODI |
| St. John’s    | Antigua und Barbuda | Antigua Recreation Ground | 12.000    | 4. ODI               |

## Kaderlisten
Die folgenden Kader wurden von den Mannschaften benannt.
| Test | Test | ODI | ODI |
| West Indies | Indien | West Indies | Indien |
| --- | --- | --- | --- |
| - Curtly Ambrose - Keith Arthurton - Kenny Benjamin - Ian Bishop - Jeff Dujon - Gordon Greenidge - Desmond Haynes - Gus Logie - Malcolm Marshall - Viv Richards - Richie Richardson - Courtney Walsh | - Arun Lal - Arshad Ayub - Mohammad Azharuddin - Narendra Hirwani - Kapil Dev - Sanjay Manjrekar - Kiran More - Woorkeri Raman - Sanjeev Sharma - Ravi Shastri - Navjot Sidhu - Dilip Vengsarkar - Margashayam Venkataramana | - Curtly Ambrose - Keith Arthurton - Eldine Baptiste - Ian Bishop - Jeff Dujon - Gordon Greenidge - Desmond Haynes - Gus Logie - Viv Richards - Richie Richardson - Courtney Walsh | - Arun Lal - Arshad Ayub - Mohammad Azharuddin - Narendra Hirwani - Kapil Dev - Kiran More - Ajay Sharma - Chetan Sharma - Sanjeev Sharma - Ravi Shastri - Navjot Sidhu - Robin Singh - Kris Srikkanth - Dilip Vengsarkar |

## One-Day Internationals

### Erstes ODI in Bridgetown
| 7. März Scorecard | Bridgetown | West Indies 248-4 (48/48)       | – | Indien 198-8 (48/48) |
|                   |            | West Indies gewinnt mit 50 Runs |   |                      |

### Zweites ODI in Port of Spain
| 9. März Scorecard | Port of Spain | Indien 148 (48)                   | – | West Indies 151-4 (38.5) |
|                   |               | West indies gewinnt mit 6 Wickets |   |                          |

### Drittes ODI in Port of Spain
| 11. März Scorecard | Port of Spain | Indien 192 (49.5)                 | – | West Indies 193-4 (47.2) |
|                    |               | West Indies gewinnt mit 6 Wickets |   |                          |

### Viertes ODI in St. John’s
| 18. März Scorecard | St. John’s | Indien 237-8 (50)                 | – | West Indies 240-2 (43.2) |
|                    |            | West Indies gewinnt mit 8 Wickets |   |                          |

### Fünftes ODI in Georgetown
| 21. März Scorecard | Georgetown | West Indies 289-2 (43.5/43.5)    | – | Indien 188-8 (44/44) |
|                    |            | West Indies gewinnt mit 101 Runs |   |                      |

## Tests

### Erster Test in Bridgetown
| 25. – 30. März Scorecard | Georgetown | West Indies 437 (141) | – | Indien 86-1 (39) |
|                          |            | Remis                 |   |                  |

### Zweiter Test in Bridgetown
| 7. – 12. April Scorecard | Bridgetown | Indien 321 (105.2) & 251 (97.3)   | – | West Indies 377 (111.5) & 196-2 (48) |
|                          |            | West Indies gewinnt mit 8 Wickets |   |                                      |

### Dritter Test in Port of Spain
| 16. – 20. April Scorecard | Port of Spain | West Indies 314 (123.3) & 266 (97) | – | Indien 150 (67) & 213 (81.5) |
|                           |               | West Indies gewinnt mit 217 Runs   |   |                              |

### Vierter Test in Kingston
| 28. April – 3. Mai Scorecard | Kingston | Indien 289 (102.2) & 152 (48.3)   | – | West Indies 384 (123.5) & 60-3 (18.4) |
|                              |          | West Indies gewinnt mit 7 Wickets |   |                                       |